# Copa Telefónica MoviStar
La Copa Telefónica MoviStar fue un torneo de fútbol disputado en los años 2002 y 2003 en la ciudad de Monterrey en México, en la que participaban el Club de Fútbol Monterrey como equipo local, junto a otros clubes mexicanos o de otras nacionalidades (Argentina, Italia y España).

## Palmarés
| Edición                       | Campeón                  | Subcampeón | Tercero      | Cuarto      |
| ----------------------------- | ------------------------ | ---------- | ------------ | ----------- |
| Copa Telefónica MoviStar 2002 | Club de Fútbol Monterrey | Tigres     | River Plate  | Racing Club |
| Copa Telefónica MoviStar 2003 | Atlético de Madrid       | AS Roma    | CF Monterrey | No hubo     |

## Edición 2002

### Partidos
| Semifinal    | 17-7-2002 | Tigres       | 1-0 | Racing Club |
| Semifinal    | 18-7-2002 | CF Monterrey | 1-0 | River Plate |
| Tercer lugar | 20-7-2002 | River Plate  | 2-0 | Racing Club |
| Final        | 20-7-2002 | CF Monterrey | 1-0 | Tigres      |

### Tabla final
|            | Equipo       | jugados | ganados | empatados | perdidos | GF-GC | puntos   |
| ---------- | ------------ | ------- | ------- | --------- | -------- | ----- | -------- |
| Campeón    | CF Monterrey | 2       | 2       | 0         | 0        | 2-0   | 6 pts +2 |
| Subcampeón | Tigres UANL  | 2       | 1       | 0         | 1        | 1-1   | 3 pts 0  |
| Tercero    | River Plate  | 2       | 1       | 0         | 1        | 2-1   | 3 pts +1 |
| cuarto     | Racing Club  | 2       | 0       | 0         | 2        | 0-3   | 0 pts -3 |

## Edición 2003

### Partidos
| Primer partido  | 6-8-2003 | CF Monterrey       | 0-3 | Atlético de Madrid |
| Segundo partido | 7-8-2003 | Atlético de Madrid | 1-1 | AS Roma            |
| Tercer partido  | 9-8-2003 | CF Monterrey       | 1-1 | AS Roma            |

### Tabla final
|         | equipo             | jugados | ganados | empatados | perdidos | GF-GC | puntos   |
| ------- | ------------------ | ------- | ------- | --------- | -------- | ----- | -------- |
| Campeón | Atlético de Madrid | 2       | 1       | 1         | 0        | 4-1   | 4 pts +3 |
| Segundo | AS Roma            | 2       | 0       | 2         | 0        | 2-2   | 2 pts    |
| Tercero | CF Monterrey       | 2       | 0       | 1         | 1        | 1-4   | 1 pto -3 |